# Dasypoda
Genre
Dasypoda est un genre d'insectes hyménoptères aculéates apoïdes (abeilles) aux pattes velues (du grec ancien δασύπους (dasúpous), "aux pattes velues"), traditionnellement placé dans la famille des Melittidae et récemment placé dans la famille des Dasypodaidae.

## Liste des espèces
- Dasypoda albimana Pérez, 1905
- Dasypoda albipila Spinola, 1838
- Dasypoda altercator (Harris 1780) - l'abeille à culottes
Synonyme : Dasypoda hirtipes (Fabricius, 1793)
- Dasypoda argentata Panzer 1809
- Dasypoda aurata Rudow, 1881
- Dasypoda braccata Eversmann 1852
- Dasypoda brevicornis Pérez, 1895
- Dasypoda chinensis Wu, 1978
- Dasypoda cingulata Erichson 1835
- Dasypoda cockerelli Yasumatsu, 1935
- Dasypoda comberi Cockerell 1911
- Dasypoda crassicornis Friese, 1896
- Dasypoda dusmeti Quilis 1928
- Dasypoda frieseana Schletterer, 1890
- Dasypoda gusenleitneri Michez 2004
- Dasypoda heliocharis Gistel 1857
- Dasypoda iberica Warncke, 1973
- Dasypoda japonica Cockerell, 1911
- Dasypoda leucoura Rudow, 1882
- Dasypoda litigator Baker, 2002
- Dasypoda longigena Schletterer, 1890
- Dasypoda maura Pérez, 1895
- Dasypoda michezi Radchenko, 2017
- Dasypoda morawitzi Radchenko, 2016
- Dasypoda morotei Quilis, 1928
- Dasypoda oraniensis Pérez, 1895
- Dasypoda patinyi Michez, 2002
- Dasypoda pyriformis Radoszkowski, 1887
- Dasypoda pyrotrichia Förster, 1855
- Dasypoda rudis Gistel 1857
- Dasypoda sichuanensis Wu, 2000
- Dasypoda sinuata Pérez, 1895
- Dasypoda spinigera Kohl 1905
- Dasypoda syriensis Michez 2004
- Dasypoda tibialis Morawitz, 1880
- Dasypoda toroki Michez 2004
- Dasypoda tubera Warncke 1973
- Dasypoda visnaga (Rossi, 1790)
- Dasypoda vulpecula Lebedev, 1929
- Dasypoda warnckei Michez 2004